# 浮気娘
「浮気娘」（うわきむすめ、原題 : Run for Your Life）は、ビートルズの楽曲である。1965年に発売された6作目のイギリス盤公式オリジナル・アルバム『ラバー・ソウル』に収録された。レノン＝マッカートニー名義となっているが、主にジョン・レノンによって書かれた楽曲。作者であるレノンは、本作について「ビートルズ時代で最も嫌いな曲」と語っている。後にナンシー・シナトラ、ゲイリー・ルイス&ザ・プレイボーイズらによってカバーされた。

## 歌詞
歌詞は、彼女を「自分の所有物」と捉える嫉妬深い男性の心情を主題としたもので、冒頭の「I'd rather see you dead little girl, than to be with another man（他の男に取られるくらいなら、死んでくれた方がマシさ）」というフレーズは、エルヴィス・プレスリーの初期の楽曲「ベイビー・レッツ・プレイ・ハウス」から引用したものである。歌詞についてレノンは、1980年の『プレイボーイ』誌のインタビューで、「プレスリーの曲から歌詞を拝借した。『I'd rather see you dead little girl, than to be with another man（他の男といっしょにいる君を見るくらいなら、君の死んだ姿を見たほうがいいよ、ぼくのかわい娘ちゃん）』というラインはプレスリーが歌ってた古いブルースの一節だよ」と語っている。
レノンは、ビートルズ解散後の1971年に嫉妬深い自身の性格を詫びる歌詞が付けられた楽曲「ジェラス・ガイ」をソロ名義で発表した。

## レコーディング
「浮気娘」のレコーディングは、1965年10月12日にEMIレコーディング・スタジオで行われた。この日はアルバム『ラバー・ソウル』のためのレコーディング・セッションの初日にあたり、本作は同セッションで最初にレコーディングされた楽曲となり、同日に「ノルウェーの森」のレコーディングも行われた。
本作は、ブルースの要素を取り入れた6小節のギターのデュエットや、ヴァースとリフレインで構成されている。リフレイン部分は3声コーラスとなっており、これを取り入れた他の『ラバー・ソウル』収録曲と同様にマッカートニーが高音部を歌っている。

## リリース・評価
「浮気娘」は、1965年12月3日にパーロフォンより発売されたオリジナル・アルバム『ラバー・ソウル』を締めくくる楽曲として収録された。レノンは1970年の『ローリング・ストーン』誌のインタビューで「『浮気娘』を好きだったことはない。途中で作るのをやめてしまった曲だから」と語っていて、1980年の『プレイボーイ』誌のインタビューではジョージ・ハリスンのお気に入りの楽曲の1つであったことも明かしている。
音楽評論家のイアン・マクドナルドは、本作におけるボーカルを否定的に見ていて、ギターの演奏について「ところどころ音を外れていて、同様に粗いが、鋭くもシンプルなブルース調のソロは、ハリスンではなくレノン自身が弾いていることを示唆している」と評している 。『オールミュージック』のトーマス・ワードは、「間違いなく『ラバー・ソウル』で最も弱い」「レノン＝マッカートニーの全作品の中で劣っている楽曲」とし、歌詞については「古くさい」、メロディについては「当たり障りがなくつまらない」と批判している。また、レノンのボーカルとハリスンのギター・パートを称賛する一方で、「ビートルズの最も不要な楽曲で救いようがない」と評している。

## クレジット
※出典
- ジョン・レノン - ボーカル、12弦アコースティック・ギター、スライドギター
- ポール・マッカートニー - ハーモニー・ボーカル、ベース
- ジョージ・ハリスン - ハーモニー・ボーカル、エレクトリック・ギター（リズムギター）、リードギター
- リンゴ・スター - ドラム、タンバリン

## カバー・バージョン
- ナンシー・シナトラ - 1966年に発売されたアルバム『Boots』に収録[11]。
- ゲイリー・ルイス&ザ・プレイボーイズ - 1966年に発売されたアルバム『She's Just My Style』に収録[12]。
- ジョニー・リヴァース（英語版） - 1966年に発売されたライブ・アルバム『...And I Know You Wanna Dance』に収録[13]。
- カウボーイ・ジャンキーズ（英語版） - 2005年に発売されたトリビュート・アルバム『This Bird Has Flown – A 40th Anniversary Tribute to the Beatles' Rubber Soul』に収録[14]。